# Treyarch
Treyarch is een Amerikaans bedrijf dat computerspellen ontwikkelt. Het is opgericht in 1996 door Peter Akemann en Doğan Köslü. In 2001 werd het eigendom van Activision. In 2005 fuseerde Treyarch met Gray Matter Interactive.

## Ontwikkelde spellen
- Die By the Sword
- Die By the Sword: Limb from Limb
- Draconus: Cult of the Wyrm
- Max Steel
- Triple Play 2000
- Triple Play 2001
- Kelly Slater's Pro Surfer
- Minority Report: Everybody Runs
- Spider-Man
- Spider-Man 2
- Call of Duty 2: Big Red One
- Ultimate Spider-Man
- Call of Duty 3
- Tony Hawk's Pro Skater 2x
- Triple Play Baseball
- NHL 2K3
- NHL 2K2
- Quantum of Solace
- Call of Duty: World at War
- Call of Duty: Black Ops + map uitbreidingen First Strike, Escalation, Annihilation, Rezurection
- Call of Duty: Black Ops II + map uitbreidingen Revolution, Uprising, Vengeance en Apocalypse
- Call of Duty: Black Ops III + map uitbreiding Awakening, Eclipse, Descent en Salvation
- Call of Duty: Black Ops 4
- Call of Duty: Black Ops Cold War

## Geporteerde spellen
Deze spellen zijn functioneel niet ontwikkeld door Treyarch, maar zijn wel door Treyarch geporteerd:
- Call of Duty 4: Modern Warfare (naar Wii, oorspronkelijk door Infinity Ward. Deze versie kreeg echter de naam Call of Duty: Modern Warfare - Reflex)
- Call of Duty: Modern Warfare 3 (naar Wii, oorspronkelijk door Infinity Ward)
- Tony Hawk's Pro Skater (naar Dreamcast, oorspronkelijk door NeverSoft)
- Tony Hawk's Pro Skater 2 (naar Dreamcast, tevens naar Tony Hawk's Pro Skater 2X voor de Xbox, oorspronkelijk door NeverSoft)